# Karel Nepomucký
Karel Nepomucký (* 20. července 1939 v Praze) je bývalý český fotbalista a reprezentant Československa, který hrál na pozici levého záložníka. 

## Fotbalová kariéra
Již od mládí hrával za Slavii Praha (první zápas za ni sehrál v roce 1952). Byl členem československé reprezentace, která na olympijských hrách 1964 v Tokiu vybojovala stříbrné medaile. Oceňován býval pro své technické umění coby ofenzivní konstruktivní záložník s velkým akčním rádiem a s výbornou střelbou. V československé lize hrál za Slavii Praha a Duklu Pardubice, nastoupil ve 194 ligových utkáních a dal 38 gólů. Finalista Československého poháru 1962/63. Ve Veletržním poháru nastoupil v 6 utkáních a dal 2 góly.

## Ligová bilance
| Ročník                                   | Zápasy | Góly | Klub            |
| ---------------------------------------- | ------ | ---- | --------------- |
| 1. československá fotbalová liga 1956    | 7      | 2    | Dynamo Praha    |
| 1. československá fotbalová liga 1957/58 | 14     | 6    | Dynamo Praha    |
| 1. československá fotbalová liga 1957/58 | 13     | 3    | Dukla Pardubice |
| 1. československá fotbalová liga 1958/59 | 22     | 6    | Dukla Pardubice |
| 1. československá fotbalová liga 1960/61 | 22     | 3    | Dynamo Praha    |
| 1. československá fotbalová liga 1962/63 | 23     | 2    | Slavia Praha    |
| 1. československá fotbalová liga 1965/66 | 26     | 3    | Slavia Praha    |
| 1. československá fotbalová liga 1966/67 | 25     | 4    | Slavia Praha    |
| 1. československá fotbalová liga 1967/68 | 19     | 4    | Slavia Praha    |
| 1. československá fotbalová liga 1968/69 | 23     | 5    | Slavia Praha    |
| CELKEM                                   | 194    | 38   |                 |